# Nationaal park Kučaj-Beljanica
Het Nationaal park Kučaj-Beljanica (Servisch: Национални парк Кучај-Бељаница; Nacionalni park Kučaj-Beljanica) is een nationaal park in Servië. Het werd in 2022 ingesteld als nationaal park. Het park is 453,71 vierkante kilometer groot en omvat een gebied in Oost-Servië (van de vallei van de Žagubička tot de Bor-Zaječar-laagvlakte en van de Rtanj-berg en de Čestobrodica-bergpas tot de Morava-rivier). In het nationaal park (het grootste kalksteenmassief van Servië) komen karstverschijnselen voor (rotsbogen, zinkgaten, grotten) en ook kloven (Lazar-kloof).
Đerdap · 
Fruška Gora ·  
Kopaonik ·
Kučaj-Beljanica ·
Stara Planina ·
Tara